# Scott Fardy

a Compétitions nationales et continentales officielles uniquement.

b Matchs officiels uniquement.
Dernière mise à jour le 19 septembre 2021.
Scott Fardy, né le 5 juillet 1984 à Sydney (Australie), est un joueur de rugby à XV international australien. Il joue au poste de troisième ligne aile ou de deuxième ligne. Il représente les Wallabies entre 2013 et 2016, il remportant le Rugby Championship 2015, puis s'inclinant en finale de la Coupe du monde 2015.

## Biographie

### Formation et début de carrière
Scott Fardy est né à Sydney, et grandit dans la banlieue nord de la ville, dans les Northern Beaches. Issu d'une famille où son père et ses frères sont passionnés de rugby à XV, il en commence la pratique à l'âge de six ans avec le club des Newport Dolphins. Il représente les équipes jeunes de la région de Nouvelle-Galles du Sud.
Il suit sa scolarité dans le public, loin du circuit normalement réservé aux jeunes joueurs australiens talentueux, qui passent habituellement par les écoles privées dont les sections rugby sont réputées.
Il commence ensuite sa carrière senior avec le club de Warringah Rugby Club en Shute Shield. À la même période, il entre à l'Academy (centre de formation) des Waratahs. Il est présent dans l'effectif de cette franchise jusqu'en 2007, mais ne dispute aucun match officiel. Il doit seulement se contenter d'une tournée amicale en Europe en 2006, où il joue une poignée de match.
À la recherche de temps de jeu, il rejoint l'Australie-Occidentale et l'équipe de Perth Spirit dans le tout nouveau championnat national appelé Australian Rugby Championship (ARC). Il fait ses débuts professionnels avec cette équipe, et joue quatre rencontres lors de la saison. Cette expérience est cependant de courte durée puisque l'ARC est supprimée dès la fin de sa saison inaugurale pour manque de rentabilité économique.
Dans la foulée de sa saison à Perth, Fardy signe un contrat avec la franchise locale de la Western Force pour disputer la saison 2008 de Super 14,. Il ne joue toutefois aucun match lors de la compétition, et n'est pas conservé au terme de la saison.
Sans contrat professionnel, il retourne en Nouvelle-Galles du Sud jouer avec Warringah, dont il devient le capitaine,.

### Passage au Japon
Lassé d'attendre en vain sa chance dans son pays natal, Fardy décide de quitter l'Australie pour le Japon en 2009. Il rejoint alors les Kamaishi Seawaves (en), qui évoluent en Top League Est A. Il signe originellement un contrat d'une saison avec ce club de seconde vision japonaise, mais reste finalement trois ans. 
Il est présent à Kamaishi le 11 mars 2011, lorsqu'un séisme de magnitude 9,1 provoque un important tsunami qui touche directement la ville. S'il s'en sort indemne avec sa famille, sa maison étant loin à l'intérieur des terres, la majorité de la ville est ravagée par la catastrophe. Il est contraint d'habiter pendant quelque temps au club-house, et de se rationner en nourriture,. L'ambassade australienne cherche alors à le rapatrier, mais il décide de rester sur place afin d'aider la population, par exemple en distribuant des vivres.
À la fin de l'année 2011, il décide finalement de rentrer en Australie, afin de retenter sa chance en Super Rugby.

### Super Rugby et carrière internationale

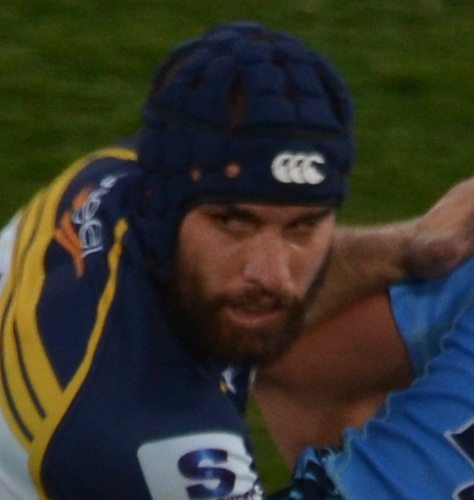
Scott Fardy sous le maillot des Brumbies en 2013.

De retour en Australie, Fardy obtient un contrat avec la franchise des Brumbies pour la saison 2012 de Super Rugby,. Il fait alors partie du « extended playing squad »,. Il profite de la blessure de Colby Fainga'a pour intégrer rapidement l'effectif, et joue son premier match le 24 février 2012 contre son ancienne équipe de la Western Force,. Il s'impose rapidement au poste de deuxième ligne dans l'effectif de la franchise basée à Canberra, et dispute seize rencontres lors de cette première saison.
L'année suivante, il est à nouveau un titulaire habituel de sa franchise, et participe au bon parcours de celle-ci, qui va jusqu'en finale de la compétition, où elle s'incline face aux Chiefs,.
Remarqué par ses bonnes performances en club, il est sélectionné en équipe d'Australie en juillet 2013 pour disputer le Rugby Championship,. Il obtient sa première cape internationale à l'âge de 29 ans le 17 août 2013 contre l'équipe de Nouvelle-Zélande à Sydney,. Après cette première sélection, il s'impose rapidement au poste de troisième ligne côté fermé (n°6) avec les Wallabies,. 
Après cette première saison réussie au niveau international, il prolonge son contrat avec les Brumbies et la fédération australienne pour une saison de plus. Il devient ensuite un cadre des Brumbies au poste de troisième ligne aile, et il considéré comme l'un des meilleurs joueur australien à ce poste,.
En 2015, il fait partie du groupe australien qui remporte le Rugby Championship,.
Plus tard la même année, il est sélectionné pour participer à la Coupe du monde 2015 en Angleterre. Lors de la compétition, il forme une troisième ligne redoutée avec Michael Hooper et David Pocock, qui prend une part prépondérante dans le bon parcours des Wallabies,. Fardy, bien que plus en retrait médiatiquement par rapport à ses deux coéquipiers, est un maillon essentiel du paquet d'avant australien par ses qualités dans en défense, dans le combat, et en touche,,. Il est titulaire lors de la finale du tournoi, que son équipe perd face à la Nouvelle-Zélande. Après le mondial, il est nommé dans l'équipe type de la compétition par plusieurs médias,. 
Lors des deux années qui suivent la Coupe du monde, il continue d'être une part intégrante de l'effectif des Brumbies et de la sélection nationale,. Il décide finalement de quitter l'Australie en 2017, afin de rejoindre l'Europe, mettant ainsi fin à sa carrière internationale après trente-neuf sélections.

### Fin de carrière en Irlande
Scott Fardy signe un contrat de deux saisons avec la province irlandaise du Leinster à partir de la saison 2017-2018 de Pro14. Il est recruté pour jouer en deuxième ligne, et apporter son expérience à une équipe rajeunie.
Au sein d'une équipe réputée comme l'une des meilleures d'Europe, il remporte le Pro 14 et la Coupe d'Europe dès sa première saison. La saison suivante, son équipe s'incline en finale de Coupe d'Europe, mais remporte à nouveau le championnat. Il prolonge ensuite son contrat pour une saison supplémentaire en 2019, puis pour quatrième saison en 2020,. Il remporte à nouveau le Pro 14 lors des saisons 2019-2020 et 2020-2021.
En avril 2021, il annonce qu'il prend sa retraite de joueur au terme de la saison en cours, à l'âge de 36 ans,. Son apport lors de ses quatre saisons couronnées de succès au Leinster font qu'il est considéré comme l'une des meilleures recrues étrangères de la province, et du rugby irlandais en général,.

## Palmarès

### En équipe nationale
- Vainqueur du Rugby Championship en 2015.
- Finaliste de Coupe du monde en 2015.

### En club

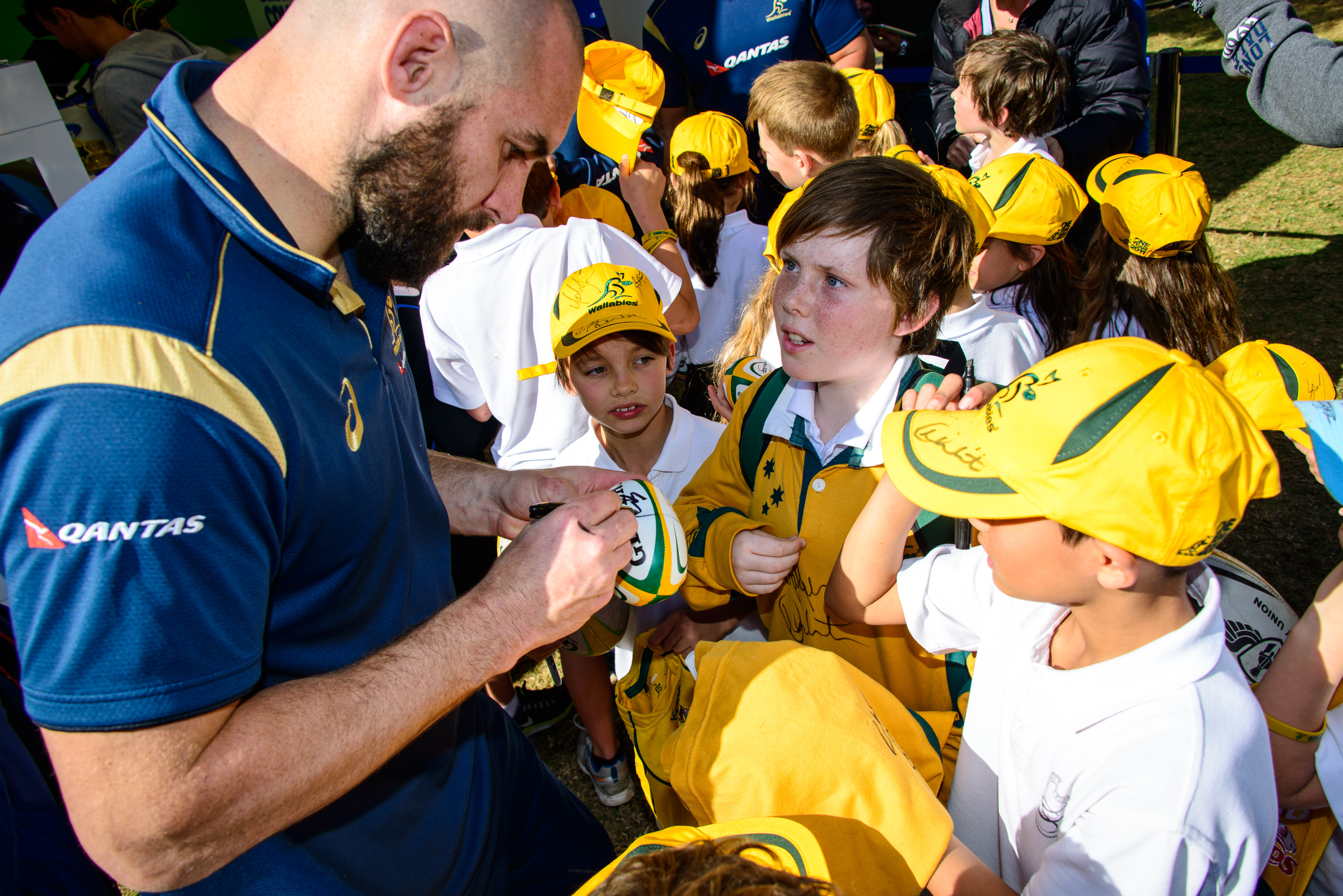
Scott Fardy lors d'une séance de dédicace en 2014.

- Finaliste du Super Rugby en 2013 avec les Brumbies.
- Vainqueur de la Coupe d'Europe en 2018 avec le Leinster.
- Finaliste de la Coupe d'Europe en 2019 avec le Leinster.
- Vainqueur du Pro14 en 2018, 2019, 2020 et 2021 avec le Leinster.

## Statistiques

### En club
Scott Fardy dispute 97 matchs de Super Rugby avec les Brumbies entre 2012 et 2017, au cours desquels il marque 45 points (8 essais). Il joue pour le Leinster entre 2017 et 2021, disputant 58 matchs de Pro14 (7 essais) et 22 matchs de Coupe d'Europe (4 essais).

### En équipe nationale
Scott Fardy compte 39 sélections avec les Wallabies, depuis le 17 août 2013 à Sydney face à la Nouvelle-Zélande.
Parmi ces sélections, il compte 19 sélections en Rugby Championship, où il participe aux éditions 2013, 2014, 2015, et 2016.
Il dispute une édition de la Coupe du monde, en 2015, où il participe aux rencontres face aux Fidji, l'Angleterre, le pays de Galles, l'Écosse, l'Argentine et la Nouvelle-Zélande.